# Gwoździanka (Beskid Sądecki)
Gwoździanka (899 m) – szczyt w Paśmie Radziejowej, w Beskidzie Sądeckim. Wznosi się w bocznym grzbiecie odbiegającym od Kuniego Wierchu na południowy zachód. Stoki zachodnie, północne i południowe opadają do doliny potoku Pod Górami – znajduje się w widłach dwóch jego źródłowych cieków. Na północno-zachodnim zboczu położona jest niewielka i silnie już zarastająca Polana Podjabconiowa, poza tym Gwoździanka jest całkowicie porośnięta lasem. Nie prowadzi nią żaden szlak turystyczny, ale z Sewerynówki w dolinie potoku Sopotnickiego stokami Gwoździanki na grzbiet powyżej Gabańki prowadzi droga leśna.
Przez masyw Gwoździanki nie prowadzą szlaki turystyczne. Znajduje się w granicach miasta Szczawnica w województwie małopolskim, w powiecie nowotarskim.